# 察隅滇紫草
察隅滇紫草（学名：Onosma zayuense）为紫草科滇紫草属的植物，是中国的特有植物。分布在中国大陆的西藏等地，生长于海拔3,300米的地区，一般生于河岸，目前尚未由人工引种栽培。